# Équipe de Belgique de football en 1995
Maillots
Chronologie
Saison précédente Saison suivante
L'équipe de Belgique de football dispute en 1995 la deuxième partie des éliminatoires du Championnat d'Europe.

## Objectifs
Le seul objectif de la saison pour la Belgique est de tenter de se qualifier pour l'Euro 1996 en Angleterre, toutefois avec une seule victoire en quatre rencontres jusqu'ici, la tâche s'annonce ardue.

## Résumé de la saison
En qualifications de l'Euro 1996, la Belgique se retrouve versée dans un groupe difficile et finit troisième, derrière l'Espagne et le Danemark, qualifiés. Cette élimination coûte sa place à Paul Van Himst qui est remplacé par l'ancien meneur de jeu de l'équipe durant les années 1970, Wilfried Van Moer. Ce dernier débute les éliminatoires de la Coupe du monde 1998 par deux victoires poussives contre la Turquie (2-1) et à Saint-Marin (3-0), suivies par une défaite cinglante (0-3) à domicile face aux Pays-Bas qui lui vaut d'être directement licencié. La Fédération belge engage Georges Leekens pour lui succéder, ce dernier parvenant à redresser la barre et à qualifier le pays pour la phase finale de la compétition après un barrage victorieux contre l'Irlande (1-1) et (2-1).

## Bilan de l'année
La campagne est un échec, reléguée à 6 points de la seconde place qualificative, la Belgique manque l'Euro pour la troisième fois consécutive. Au classement mondial de la FIFA, elle reste ancrée à la 24e position.

### Championnat d'Europe 1996

#### Éliminatoires (Groupe 2)
| Rang | Équipe    | Pts | J  | G | N | P | Bp | Bc | Diff |  | Résultats (▼ dom., ► ext.) |     |     |     |     |     |     |
| ---- | --------- | --- | -- | - | - | - | -- | -- | ---- |  | -------------------------- | --- | --- | --- | --- | --- | --- |
| 1    | Espagne   | 26  | 10 | 8 | 2 | 0 | 25 | 4  | +21  |  | Espagne                    |     | 3-0 | 1-1 | 3-0 | 6-0 | 1-0 |
| 2    | Danemark  | 21  | 10 | 6 | 3 | 1 | 19 | 9  | +10  |  | Danemark                   | 1-1 |     | 3-1 | 1-0 | 4-0 | 3-1 |
| 3    | Belgique  | 15  | 10 | 4 | 3 | 3 | 17 | 13 | +4   |  | Belgique                   | 1-4 | 1-3 |     | 1-1 | 2-0 | 2-0 |
| 4    | Macédoine | 7   | 10 | 1 | 4 | 5 | 9  | 18 | -9   |  | Macédoine                  | 0-2 | 1-1 | 0-5 |     | 3-0 | 1-2 |
| 5    | Chypre    | 7   | 10 | 1 | 4 | 5 | 6  | 20 | -14  |  | Chypre                     | 1-2 | 1-1 | 1-1 | 1-1 |     | 2-0 |
| 6    | Arménie   | 5   | 10 | 1 | 2 | 7 | 5  | 17 | -12  |  | Arménie                    | 0-2 | 0-2 | 0-2 | 2-2 | 0-0 |     |

- Sélections directement qualifiées pour l'Euro 1996

### Classement mondial FIFA
| Classement | Équipe   | Score total (déc. 1995) | Points précédents (déc. 1994) | Évolution | Position        |
| ---------- | -------- | ----------------------- | ----------------------------- | --------- | --------------- |
| 22         | Tunisie  | 48                      | 44                            | +4        | en augmentation |
| 23         | Égypte   | 48                      | 48                            | ±0        | en diminution   |
| 24         | Belgique | 48                      | 47                            | +1        | en stagnation   |
| 25         | Zambie   | 48                      | 49                            | -1        | en diminution   |
| 26         | Écosse   | 48                      | 43                            | +5        | en augmentation |

Source : FIFA.

## Les matchs
| Championnat d'Europe 1996 Éliminatoires - Groupe 2            | Espagne      | 1 - 1   | Belgique    | Stade Ramón-Sánchez-Pizjuán Séville, Espagne |                                              |
| 29 mars 1995 · 21:30 heure locale · Historique des rencontres | Guerrero 25e | (1 – 1) | Degryse 27e | Spectateurs : 25 500 Arbitrage : Rémi Harrel | Spectateurs : 25 500 Arbitrage : Rémi Harrel |
| 29 mars 1995 · 21:30 heure locale · Historique des rencontres | Rapport      |         |             | Spectateurs : 25 500 Arbitrage : Rémi Harrel | Spectateurs : 25 500 Arbitrage : Rémi Harrel |

| Match amical                                                   | Belgique     | 1 - 0   | États-Unis | Stade Edmond Machtens Molenbeek-Saint-Jean, Belgique      |                                                           |
| 22 avril 1995 · 19:00 heure locale · Historique des rencontres | Schepens 44e | (1 – 0) |            | Spectateurs : 12 369 Arbitrage : Michel Zen-Ruffinen (en) | Spectateurs : 12 369 Arbitrage : Michel Zen-Ruffinen (en) |
| 22 avril 1995 · 19:00 heure locale · Historique des rencontres | Rapport      |         |            | Spectateurs : 12 369 Arbitrage : Michel Zen-Ruffinen (en) | Spectateurs : 12 369 Arbitrage : Michel Zen-Ruffinen (en) |

| Championnat d'Europe 1996 Éliminatoires - Groupe 2             | Belgique                    | 2 - 0   | Chypre | Stade Constant Vanden Stock Anderlecht, Belgique |                                                |
| 26 avril 1995 · 20:15 heure locale · Historique des rencontres | De Bilde 20e · Schepens 46e | (1 – 0) |        | Spectateurs : 17 703 Arbitrage : David Elleray   | Spectateurs : 17 703 Arbitrage : David Elleray |
| 26 avril 1995 · 20:15 heure locale · Historique des rencontres | Rapport                     |         |        | Spectateurs : 17 703 Arbitrage : David Elleray   | Spectateurs : 17 703 Arbitrage : David Elleray |

| Championnat d'Europe 1996 Éliminatoires - Groupe 2           | ARY de Macédoine | 0 - 5   | Belgique                                               | Stade municipal Skopje, ARY de Macédoine               |                                                        |
| 7 juin 1995 · 20:00 heure locale · Historique des rencontres |                  | (0 – 4) | Grün 14e · Scifo 18e 58e · Schepens 28e · Versavel 43e | Spectateurs : 0 (huis clos) Arbitrage : Ryszard Wójcik | Spectateurs : 0 (huis clos) Arbitrage : Ryszard Wójcik |
| 7 juin 1995 · 20:00 heure locale · Historique des rencontres | Rapport          |         |                                                        | Spectateurs : 0 (huis clos) Arbitrage : Ryszard Wójcik | Spectateurs : 0 (huis clos) Arbitrage : Ryszard Wójcik |

Note : Ce match fut joué à huis clos en tant que sanction disciplinaire mais, pour l'anecdote, 532 personnes ont néanmoins assisté à la rencontre dont 150 membres du service de sécurité en uniforme, deux délégations fortes de 70 personnes chacune, 105 journalistes, 30 techniciens TV, 30 membres du personnel du stade de 24 468 places… vides, 20 membres de la fédération, 15 pompiers, 5 speakers, 10 membres de la Croix-Rouge et 4 ambulanciers, 8 ramasseurs de balles, 5 serveurs de la cafétaria et deux équipes de 5 arbitres.
| Match amical                                                  | Belgique     | 1 - 2   | Allemagne             | Stade Roi Baudouin Laeken, Belgique                 |                                                     |
| 23 août 1995 · 20:30 heure locale · Historique des rencontres | Goossens 17e | (1 – 1) | Möller 6e · Bobic 84e | Spectateurs : 33 000 Arbitrage : Mario van der Ende | Spectateurs : 33 000 Arbitrage : Mario van der Ende |
| 23 août 1995 · 20:30 heure locale · Historique des rencontres | Rapport      |         |                       | Spectateurs : 33 000 Arbitrage : Mario van der Ende | Spectateurs : 33 000 Arbitrage : Mario van der Ende |

Note : Ce match amical, à l'occasion de l'inauguration du Stade Roi Baudouin fraîchement rénové, célébrait le 100e anniversaire de la fédération royale belge de football (URBSFA).
| Championnat d'Europe 1996 Éliminatoires - Groupe 2                | Belgique | 1 - 3   | Danemark                                | Stade Roi Baudouin Laeken, Belgique         |                                             |
| 6 septembre 1995 · 20:15 heure locale · Historique des rencontres | Grün 25e | (1 – 2) | M. Laudrup 19e · Beck 21e · Vilfort 65e | Spectateurs : 39 627 Arbitrage : Vadim Zhuk | Spectateurs : 39 627 Arbitrage : Vadim Zhuk |
| 6 septembre 1995 · 20:15 heure locale · Historique des rencontres | Rapport  |         |                                         | Spectateurs : 39 627 Arbitrage : Vadim Zhuk | Spectateurs : 39 627 Arbitrage : Vadim Zhuk |

| Championnat d'Europe 1996 Éliminatoires - Groupe 2              | Arménie | 0 - 2   | Belgique      | Stade Hrazdan Erevan, Arménie                     |                                                   |
| 7 octobre 1995 · 20:00 heure locale · Historique des rencontres |         | (0 – 2) | Nilis 28e 38e | Spectateurs : 8 000 Arbitrage : Mitko Mitrev (hu) | Spectateurs : 8 000 Arbitrage : Mitko Mitrev (hu) |
| 7 octobre 1995 · 20:00 heure locale · Historique des rencontres | Rapport |         |               | Spectateurs : 8 000 Arbitrage : Mitko Mitrev (hu) | Spectateurs : 8 000 Arbitrage : Mitko Mitrev (hu) |

| Championnat d'Europe 1996 Éliminatoires - Groupe 2                | Chypre           | 1 - 1   | Belgique     | Stade Tsírio Limassol, Chypre                        |                                                      |
| 15 novembre 1995 · 19:00 heure locale · Historique des rencontres | Agathokléous 20e | (1 – 0) | De Bilde 65e | Spectateurs : 2 021 Arbitrage : Graziano Cesari (en) | Spectateurs : 2 021 Arbitrage : Graziano Cesari (en) |
| 15 novembre 1995 · 19:00 heure locale · Historique des rencontres | Charalámbous 23e | Rapport |              | Spectateurs : 2 021 Arbitrage : Graziano Cesari (en) | Spectateurs : 2 021 Arbitrage : Graziano Cesari (en) |

## Les joueurs
| Joueurs              | Joueurs            | QCE 1996 | Amical | QCE 1996 | QCE 1996 | Amical  | QCE 1996 | QCE 1996 | QCE 1996 |
| -------------------- | ------------------ | -------- | ------ | -------- | -------- | ------- | -------- | -------- | -------- |
| Gardiens de but      |                    |          |        |          |          |         |          |          |          |
| Gilbert Bodart       | Standard de Liège  | 90       | 90     | 90       | 90       | 90      | 90       |          |          |
| Filip De Wilde       | RSC Anderlecht     | r        | r      | r        | r        |         | r        | 90       | 90       |
| Dany Verlinden       | Club Bruges KV     |          |        |          |          | r       |          | r        |          |
| Philippe Vande Walle | Germinal Ekeren    |          |        |          |          |         |          |          | r        |
| Défenseurs           |                    |          |        |          |          |         |          |          |          |
| Régis Genaux         | Standard de Liège  | 90 20e   |        |          | 90       | 90      | 90 26e   | 90       | 90       |
| Dirk Medved          | Club Bruges KV     | 90       | 46e    | 90       |          | 90      | 90       |          | r        |
| Pascal Renier        | Club Bruges KV     | 90       | 90     | 90       | 90       | 90 54e  | 76e      | r        |          |
| Rudi Smidts          | Royal Antwerp FC   | 90       | 90     | 90       | 90       | 46e     | 76e      | 90       | 78e      |
| Philippe Léonard     | Standard de Liège  | r        | 79e    | r        | 82e      | 46e     |          |          |          |
| Bertrand Crasson     | RSC Anderlecht     | 84e      | 46e    | r        | r        |         |          | 90       |          |
| Georges Grün         | RSC Anderlecht     |          | 90     | 90       | 90       |         | 90 68e   |          | 90       |
| Glen De Boeck        | RSC Anderlecht     |          |        |          |          |         |          | 90       | 90 36e   |
| Milieux              |                    |          |        |          |          |         |          |          |          |
| Lorenzo Staelens     | Club Bruges KV     | 90       | 46e    | 90       | 90       | 90      | 12e      | 90       | 90       |
| Emmanuel Karagiannis | RFC Seraing        | 84e      | 90     | 90 61e   | 90       |         | 90       | 80e      | 46e      |
| Johan Walem          | RSC Anderlecht     | 69e      | 79e    | r        |          |         |          |          |          |
| Gunther Schepens     | Standard de Liège  | 90       | 73e    | 90       | 82e      | 90      | 55e      | 90       | 78e      |
| Gert Verheyen        | Club Bruges KV     | 69e      | 77e    |          |          |         |          |          |          |
| Danny Boffin         | RSC Anderlecht     |          | 73e    |          |          |         |          |          | 58e 32e  |
| Gunter Verjans       | K Saint-Trond VV   |          | 46e    |          |          |         |          |          |          |
| Enzo Scifo           | AS Monaco          |          |        |          | 90       |         | 90       | 90       |          |
| Bruno Versavel       | RSC Anderlecht     |          |        |          | 90       |         |          |          |          |
| Philip Haagdoren     | RSC Anderlecht     |          |        |          | r        |         |          |          |          |
| Alain Bettagno       | Standard de Liège  |          |        |          |          | 90      |          |          |          |
| Éric Van Meir        | R Charleroi SC     |          |        |          |          | 46e 41e |          |          |          |
| Sven Vermant         | Club Bruges KV     |          |        |          |          | r       |          | 80e      |          |
| Ronald Foguenne      | Standard de Liège  |          |        |          |          | 46e     | 55e      |          |          |
| Attaquants           |                    |          |        |          |          |         |          |          |          |
| Marc Degryse         | RSC Anderlecht     | 90       |        | 90       |          |         | 90       |          | 90       |
| Gilles De Bilde      | SC Eendracht Alost | 90       | 46e    | 76e      | 90       |         | 90       | 63e      | 90       |
| Luc Nilis            | PSV Eindhoven      | r        | 77e    | 90       |          | 90      | 12e      | 90       | 90       |
| Michaël Goossens     | Standard de Liège  |          | 46e    | 76e      |          | 90      | r        | 63e      | 46e      |
| Sandy Martens        | KAA La Gantoise    |          |        |          | r        | r       |          |          |          |
| Dirk Huysmans        | K Lierse SK        |          |        |          |          |         |          | r        | 58e ,    |

Un « r » indique un joueur qui était parmi les remplaçants mais qui n'est pas monté au jeu.
1. 1 2 3 4 5 6  Dernière sélection officielle pour le joueur.
2. 1 2 3 4 5 6 7  Première sélection officielle pour le joueur.
3. 1 2 3  Premier but officiel pour le joueur.

## Aspects socio-économiques

### Couverture médiatique
| Jour de diffusion | Match                 | Compétition          | Diffuseur francophone | Diffuseur néerlandophone |
| ----------------- | --------------------- | -------------------- | --------------------- | ------------------------ |
| 29 mars 1995      | Espagne - Belgique    | Championnat d'Europe | Canal+                | VT4                      |
| 22 avril 1995     | Belgique - États-Unis | Amical               | RTBF                  | VTM                      |
| 26 avril 1995     | Belgique - Chypre     | Championnat d'Europe | RTBF                  | VTM                      |
| 7 juin 1995       | Macédoine - Belgique  | Championnat d'Europe | RTBF                  | VTM                      |
| 23 août 1995      | Belgique - Allemagne  | Amical               | RTBF                  | VTM                      |
| 6 septembre 1995  | Belgique - Danemark   | Championnat d'Europe | RTBF                  | VTM                      |
| 7 octobre 1995    | Arménie - Belgique    | Championnat d'Europe | RTBF                  | VTM                      |
| 15 novembre 1995  | Chypre - Belgique     | Championnat d'Europe | RTBF                  | VTM                      |

Source : Programme TV dans Gazet van Antwerpen.

## Sources

### Archives
1. ↑  (nl) « Concentra online archief », sur krantenarchief.concentra.be, Mediahuis.

### Statistiques
1. ↑  « CLASSEMENT MASCULIN », sur fifa.com, FIFA, 19 décembre 1995 (consulté le 8 août 2021)